# Білопіль (Володимирський район)
Білопі́ль — село в Україні, у Локачинській селищній громаді Володимирського району Волинської області. Населення становить 389 осіб.

## Географія
Село розташоване на правому березі річки Луга.

## Історія
У 1906 році село Свинюської волості Володимир-Волинського повіту Волинської губернії. Відстань від повітового міста 50 верст, від волості 8. Дворів 60, мешканців 391.
До 14 січня 2019 року — адміністративний центр Білопільської сільської ради Локачинського району Волинської області.
12 червня 2020 року, відповідно до розпорядження Кабінету Міністрів України № 708-р «Про визначення адміністративних центрів та затвердження територій територіальних громад Волинської області», увійшло до складу Локачинської селищної територіальної громади.
19 липня 2020 року, в результаті адміністративно-територіальної реформи та ліквідації  Локачинського району, село увійшло до новоутвореного Володимир-Волинського району (від 18 липня 2022 Володимирського).

## Населення
Згідно з переписом УРСР 1989 року чисельність наявного населення села становила 353 особи, з яких 157 чоловіків та 196 жінок.
За переписом населення України 2001 року в селі мешкало 387 осіб.

### Мова
Розподіл населення за рідною мовою за даними перепису 2001 року:
| Мова       | Відсоток |
| ---------- | -------- |
| українська | 99,74 %  |
| російська  | 0,26 %   |